# Canal d’Aire
Der Canal d’Aire (auch: Canal d’Aire à La Bassée, deutsch 'La Bassée-Kanal') ist ein französischer Schifffahrtskanal, der in den Départements Nord und Pas-de-Calais in der Region Hauts-de-France verläuft.

## Geografie
Der Kanal verbindet die Flüsse Deûle und Leie (franz.: Lys) und setzt sich im Canal de Neuffossé Richtung Dünkirchen fort. Er ist heute Teil des Großschifffahrtsweges Dünkirchen-Schelde.

## Verlauf und technische Infrastruktur

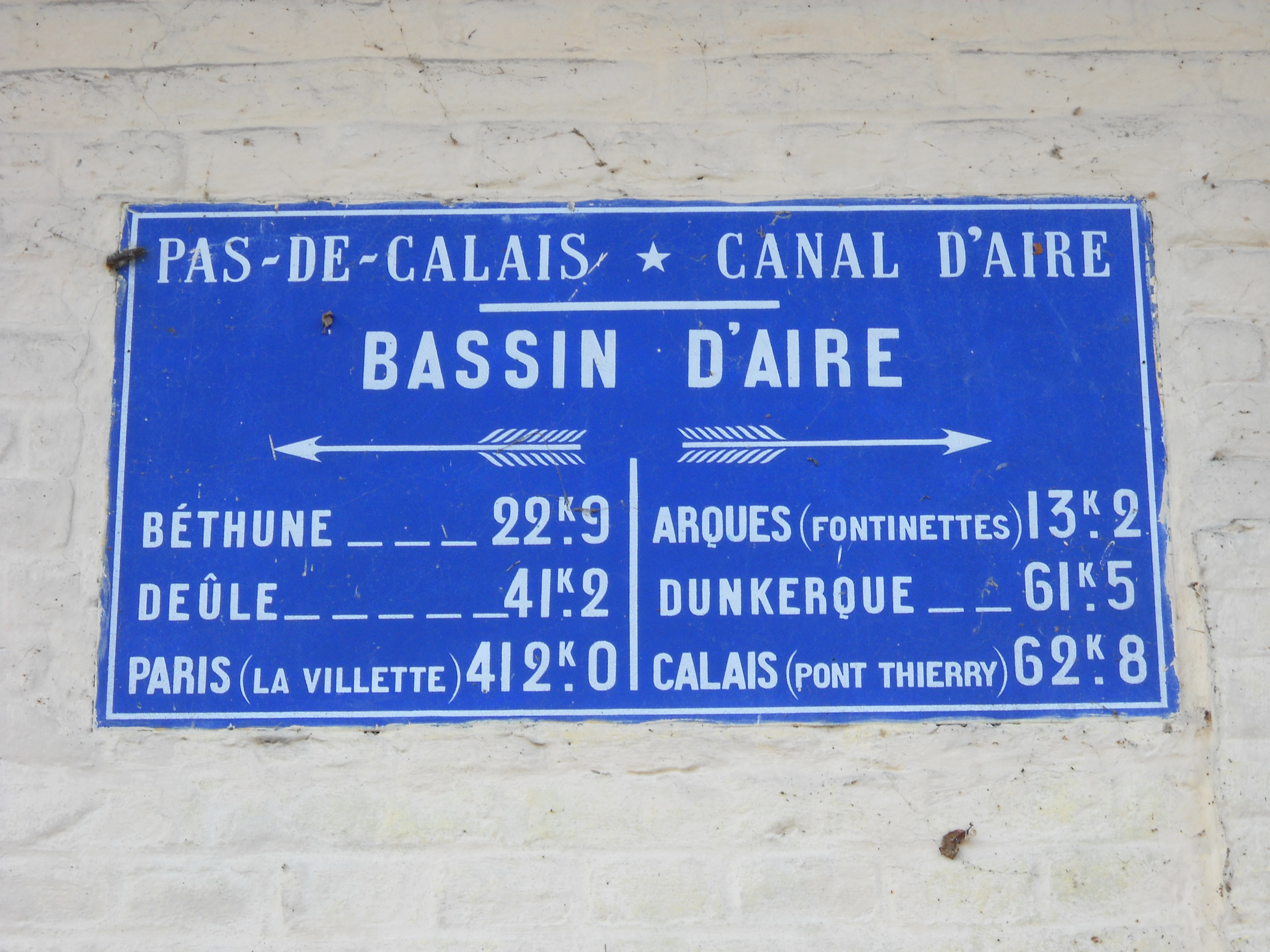
Tafel im alten Stadthafen von Aire-sur-la-Lys

Es handelt sich um einen Verbindungskanal mit einer minimalen Höhendifferenz von etwa zwei Metern. Er beginnt gegenüber von Bauvin, wo er in Form eines Kanaldreieckes Anschluss an die kanalisierte Deûle hat. Der Kanal verläuft generell Richtung West bis Nordwest, passiert die Stadt Béthune und erreicht bei Aire-sur-la-Lys die kanalisierte Leie, die Richtung Osten abzweigt. Er selbst geht hier in den Canal de Neuffossé über, der die Fortsetzung des Großschifffahrtsweges Richtung Dünkirchen darstellt. Der Canal d’Aire ist rund 39 km lang und hat nur eine Schleuse in Cuinchy, die für Schubverbände mit einer Ladekapazität bis zu 3000 Tonnen dimensioniert ist.

### Koordinaten
- Ausgangspunkt des Kanals: 50° 31′ 28″ N, 2° 53′ 2″ OKoordinaten: 50° 31′ 28″ N, 2° 53′ 2″ O
- Endpunkt des Kanals: 50° 38′ 42″ N, 2° 24′ 38″ O

### Orte am Kanal
- La Bassée
- Cuinchy
- Beuvry
- Béthune
- Guarbecque
- Isbergues
- Aire-sur-la-Lys

## Geschichte
Erste Planungen und Konzeptionen für diesen Kanal reichen bis in das Jahr 1271 zurück. Ernsthaft begonnen wurde 1660, die Inbetriebnahme erfolgte 1825. Die ursprünglich im Freycinet-Format errichteten Schleusen wurden in den 1970er und 1980er Jahren umgebaut, der Kanal begradigt, verbreitert und vertieft und in den Großschifffahrtsweg Dünkirchen-Schelde integriert. Von der alten Streckenführung sieht man heute noch aufgelassenen Stadtdurchquerungen z. B. in La Bassée, Béthune und Aire-sur-la-Lys.
Im Ersten Weltkrieg war der Kanal ein Hindernis für die angreifenden deutschen Truppen.
Im Juni 1940 versuchte Theodor Eicke befehlswidrig und vergeblich, während der Schlacht um Dünkirchen bei Béthune den La Bassée-Kanal zu überqueren. Dabei erlitt seine SS-Division „Totenkopf“ erhebliche Verluste.